# William Sachiti
Pasihapaori Chidziva (nascido em 1985) conhecido como Pasi William Sachiti é um zimbabweano com nacionalidade britânica que é conhecido por ser empreendedor e inventor britânico.  Ele é fundador e CEO da fabricante de automóveis sem motorista, Kar-go , que é conhecida por ser a startup do Reino Unido competindo com empresas multinacionais como a Google e a Tesla, Inc.

## Biografia

### Juventude
Sachiti nasceu em Harare, Zimbábue , onde cresceu antes de se mudar para o Reino Unido, aos 16 anos de idade.

### Carreira de negócios
Aos 19 anos, Sachiti começou a sua primeira start-up de um negócio de registro de domínio que foi adquirido anos após o seu início.  Sachiti primeiro alcançou os olhos do público depois de aparecer no programa de investimentos da BBC Dragons 'Den, onde ele estava procurando 65K por sua empresa Clever Bins .  A Clever Bins era uma caixa de publicidade digital movida a energia solar, destinada a ser uma plataforma de publicidade para as cidades.  No que foi descrito pela BBC como um campo liso, Sachiti não conseguiu captar os recursos que necessitava.  A empresa continuou a operar por três anos, período em que licenciou com sucesso a sua tecnologia para 6 países e governos locais antes de fechar em 2013.
Em 2013, Sachiti fundou a ''mycityvenue'' , uma empresa digital de portaria e férias que cresceu para cerca de 1,6 milhões de usuários antes de ser adquirida pela empresa de férias britânica Secret Escapes .
Em 2015, Sachiti foi para a universidade na Aberystwyth University, no País de Gales , onde estudou inteligência artificial e robótica.  Enquanto na universidade, ele foi creditado com a invenção do primeiro bibliotecário robô com inteligência artificial do mundo, Hugh (robô) .  O robô era capaz de manter uma conversa ou receber comandos verbais e era capaz encaminhar os usuários para qualquer um dos vários milhões de livros da biblioteca.
Enquanto estudavam na universidade, Sachiti e uma equipe de cientistas estavam trabalhando em uma maneira de entregar pacotes/caixas de forma autónoma para tentar resolver o problema da entrega da última milha.  Em 2016, depois de receber um cheque de £ 10.000 da Aberystwyth University, Sachiti fundou a Academy of Robotics, uma empresa fabricante de veículos para desenvolver o Kar-go.  O Kar-go é um carro sem motorista capaz de fornecer vários pacotes usando uma combinação de robótica avançada e tecnologia de veículo sem motorista.  Mais tarde, a empresa foi levantar mais dinheiro do capital de risco com uma avaliação inicial de 2 milhões de libras. A empresa Kar-go foi indicada para vários prémios e tem uma unidade de produção em Small Dole, perto de Brighton, no Reino Unido.
Em 2018, William apareceu na Assembleia Nacional do País de Gales onde discutiu com o MP o estado dos veículos autónomos - Automação e Economia Galesa.  A aparição fazia parte do Comité de Economia, Infraestrutura e Habilidades Galesa, transmitido ao vivo pela TV do Senado galês.  A BBC relatou mais tarde que William Sachiti avisou a AM que os veículos autónomos poderiam ameaçar carros e autocarros.  Em julho de 2018, Richard Branson citou o trabalho da empresa de Sachiti ( Kar-go ) no espaço autónomo de automóveis , vinculado a uma publicação sobre a Virgin Entrepreneur.  Mais tarde, a empresa informou ter concluído uma reunião de financiamento em seis horas.

### Vida pessoal
Sachiti casou-se em 2009 com a sua esposa italiana.  Em 2013, ele recebeu muita atenção da imprensa depois de que sua “esposa ciumenta”  contratou um investigador particular para rastrear os seus movimentos.  O investigador plantou um dispositivo de rastreamento sob o carro desportivo de £ 40K da Sachiti.  Depois de ser parado, o dispositivo piscando em baixo de seu carro foi confundido com uma bomba e levou a uma crise, fechando uma cidade e fazendo com que os militares fossem chamados.  Nenhuma evidência de uma bomba foi encontrada, mas a história se tornou viral e continuou a circular nos tablóides.

## Prémios e reconhecimento
- Em 2010, Sachiti foi indicado para as estrelas do HSBC Start-up pela sua empresa e inovação. Clever Bins[40]
- Em 2013, a Sachiti ganhou o prémio Zim Achievers em Inovação Empresarial por Clever Bins[41]
- Em 2017, Sachiti foi premiado com o Aberystwyth InvEnterPrize for Kar-go[42]
- Em 2017, Sachiti foi nomeado para o Wales Start-up Awards para o start-up mais inovador no País de Gales.[43]
- Em 2017, Sachiti foi nomeado um dos principais empresários "35 under 35" no País de Gales.[44]